# My Dress-Up Darling
My Dress-Up Darling (яп. その着せ替え人形は恋をする Соно бисуку до:ру ва кой о суру, букв. «Эта фарфоровая кукла влюбилась»), также кратко Kisekoi (яп. 着せ恋 Кисэкой) — манга, написанная и проиллюстрированная Синъити Фукудой. Выпускалась в журнале Young Gangan издательства Square Enix с января 2018 по март 2025 года и была издана в пятнадцати томах-танкобонах. Студией CloverWorks манга адаптирована в формат аниме-сериала, трансляция которого проходила с января по март 2022 года. Премьера второго сезона состоялась в июле 2025 года. Также сюжет манги адаптирован в формат дорамы, трансляция которой проходила с октября по декабрь 2024 года.

## Сюжет
Вакана Годзё — первоклассник старшей школы, мечтающий стать мастером кукол хина. Однажды во время первого семестра его популярная одноклассница Марин Китагава видит, как он шьёт костюмы для кукол в классе домоводства. Марин хочет заняться косплеем и уже сшила костюм любимого персонажа видеоигры, но сама шьёт плохо и в итоге просит Вакану, которому это удаётся лучше, перекроить костюм. Несмотря на то, что Вакана ещё никогда не шил полноразмерные костюмы, он был вдохновлён упорством Марин и согласился.

## Персонажи
Вакана Годзё (яп. 五条 新菜 Годзё: Вакана) — ученик первого класса старшей школы. Будучи сиротой, он был воспитан своим дедушкой, мастером кукол хина, который также вдохновил его стать касира-си (яп. 頭 師), мастером, который делает голову куклы хина. У Ваканы крупное телосложение и рост более 180 см, но низкая самооценка, он затворник из-за горьких воспоминаний о критике со стороны своей подруги детства, которая считала, что мальчику не следует играть в куклы. Он скрывал своё увлечение и не имел настоящих друзей, пока не встретил Марин. Дата рождения: 21 марта.
Сэйю: Сёя Исигэ; Томоё Такаянаги (в детстве); исполнение роли: Кота Номура
Марин Китагава (яп. 喜多川 海夢 Китагава Марин) — девушка с внешностью гяру и экстравертным типом личности, одноклассница Ваканы. Она довольно энергична и инициативна, но неуклюжа в деталях и не особо искусна в работе. Она увлечённая отаку с широким спектром предпочтений, от аниме в жанре махо-сёдзё до видеоигр для взрослых. Дата рождения: 5 марта.
Сэйю: Хина Сугута; исполнение роли: Рико Нагасэ
Садзюна Инуй (яп. 乾 紗寿叶 Инуй Садзюна) — косплеер, представляющаяся именем «Дзюдзю» (яп. ジュジュ). Она учится на втором классе старшей школы для девочек. Тем не менее её телосложение не соответствует её возрасту, отчего Вакана и Марин изначально полагали, что Садзюна учится в средней или начальной школе. Тем не менее, как и Марин, она откровенный и активный человек, который пойдёт на всё, чтобы добиться своих целей.
Сэйю: Ацуми Танэдзаки; исполнение роли: Акана Икэда
Синдзю Инуй (яп. 乾 心寿 Инуй Синдзю) — застенчивая и сдержанная младшая сестра Садзюны. Синдзю — ученица средней школы, но по сравнению с миниатюрной сестрой она настолько велика, что униформа Ваканы пришлась ей почти впору. Её рост 178 см, у неё пышные формы. Синдзю близка со своей сестрой и очень уважает её. Когда Садзюна занимается косплеем, Синдзю берёт на себя роль фотографа, используя камеру, позаимствованную у их отца. Она также умеет пользоваться компьютером, обрабатывать и загружать сделанные снимки. Тем не менее она втайне хотела заняться косплеем самостоятельно, но боялась уступить по внешнему виду своей сестре.
Сэйю: Хина Ёмия; исполнение роли: Кокоро Тоёсима
Аманэ Химэно (яп. 姫野 あまね Химэно Аманэ)
Сэйю: Аюму Мурасэ
Сики Касиваги (яп. 柏木 四季 Касиваги Сики)
Сэйю: Сёхэй Комацу

## Медиа

### Манга
Написанная и проиллюстрированная Синъити Фукудой, манга начала выпускаться в журнале Young Gangan издательства Square Enix 19 января 2018 года. 20 февраля 2025 года стало известно, что заключительная глава манги будет опубликована 21 марта. Всего главы манги были скомпонованы в пятнадцать томов-танкобонов. Первые два тома поступили в продажу 24 ноября 2018 года, последний — 25 июля 2025 года.
Во время выставки Anime Expo в июле 2019 года Square Enix анонсировала перевод манги на английский язык под названием My Dress-Up Darling и опубликовала её под своим новым импринтом Square Enix Manga & Books. 27 декабря 2024 года издательство XL Media анонсировало выпуск манги на русском языке в омнибусах 2-в-1. 7 апреля 2025 года XL Media открыло предзаказ на первые два тома, которые планируется выпустить в 2025 году под названием «Эта кукла влюбилась».
С 20 декабря 2024 года в журнале Young Gangan началась публикация глав спин-оффа Bisque Doll de chu♥︎ (яп. 着せ替え人形でchu♥︎ Бисуку до:ру дэ тю♥︎), авторами которого выступили Синъити Фукуда и Тёбораунёпоми.

#### Список томов
Оригинальное издание
| №  | Дата публикации     | ISBN                                               |
| -- | ------------------- | -------------------------------------------------- |
| 01 | 24 ноября 2018 г.   | ISBN 978-4-7575-5920-2                             |
| 02 | 24 ноября 2018 г.   | ISBN 978-4-7575-5921-9                             |
| 03 | 25 мая 2019 г.      | ISBN 978-4-7575-6138-0                             |
| 04 | 25 октября 2019 г.  | ISBN 978-4-7575-6355-1                             |
| 05 | 25 мая 2020 г.      | ISBN 978-4-7575-6657-6 ISBN 978-4-7575-6658-3 (СИ) |
| 06 | 25 ноября 2020 г.   | ISBN 978-4-7575-6959-1                             |
| 07 | 24 апреля 2021 г.   | ISBN 978-4-7575-7212-6 ISBN 978-4-7575-7213-3 (СИ) |
| 08 | 25 октября 2021 г.  | ISBN 978-4-7575-7344-4 ISBN 978-4-7575-7345-1 (СИ) |
| 09 | 25 марта 2022 г.    | ISBN 978-4-7575-7837-1                             |
| 10 | 24 сентября 2022 г. | ISBN 978-4-7575-8101-2 ISBN 978-4-7575-8102-9 (СИ) |
| 11 | 25 марта 2023 г.    | ISBN 978-4-7575-8425-9 ISBN 978-4-7575-8426-6 (СИ) |
| 12 | 25 сентября 2023 г. | ISBN 978-4-7575-8748-9 ISBN 978-4-7575-8749-6 (СИ) |
| 13 | 24 мая 2024 г.      | ISBN 978-4-7575-9132-5 ISBN 978-4-7575-9133-2 (СИ) |
| 14 | 25 ноября 2024 г.   | ISBN 978-4-7575-9492-0 ISBN 978-4-7575-9493-7 (СИ) |
| 15 | 25 июля 2025 г.     | ISBN 978-4-7575-9972-7                             |

Издание на русском
| №  | Дата публикации  | ISBN                   |
| -- | ---------------- | ---------------------- |
| 01 | сентябрь 2025 г. | ISBN 978-5-9199-6530-5 |
| 02 | сентябрь 2025 г. | ISBN 978-5-9199-6535-0 |
| 03 | 2025 г.          | ISBN 978-5-9199-6548-0 |
| 04 | 2025 г.          | ISBN 978-5-9199-6555-8 |
| 05 | 2025 г.          | ISBN 978-5-9199-6558-9 |

Спин-офф Bisque Doll de chu♥︎
| № | Дата публикации | ISBN                   |
| - | --------------- | ---------------------- |
| — | 25 июля 2025 г. | ISBN 978-4-7575-9973-4 |

### Аниме
Об адаптации манги в виде аниме-сериала было объявлено в девятом выпуске Young Gangan, вышедшем 16 апреля 2021 года. Производством аниме-сериала занялась студия CloverWorks, в качестве режиссёра выступает Кэйсукэ Синохара, в качестве сценариста — Ёрико Томита, а Кадзумаса Исида отвечает за дизайн персонажей и является главным режиссёром анимации. Композитором сериала выступил Такэси Накацука. Премьера состоялась 9 января 2022 года на Tokyo MX и других телеканалах. Открывающая музыкальная тема аниме-сериала — «Sansan Days» (яп. 燦々デイズ Сансан дэйдзу, «Ослепительные дни») группы Spira Spica, закрывающая тема — «Koi no Yukue» (яп. 恋ノ行方 Кой но юкуэ, «Местонахождение любви») Акари Акасэ. Muse Communication лицензировала аниме-сериал в Южной и Юго-Восточной Азии. На русском языке аниме-сериал доступен в стриминговых сервисах Wakanim и Crunchyroll под названием «Любовь с иголочки».
17 сентября 2022 года было объявлено о подготовке продолжения. 23 марта 2025 года стало известно, что продолжение будет выпущено в виде второго сезона, премьера которого состоялась 6 июля этого же года. Вся основная команда, работавшая над первым сезоном, осталась прежней. Открывающая музыкальная тема второго сезона — «Ao to Kirameki» (яп. アオとキラメキ Ао то кирамэки, «Синий и блестящий») группы Spira Spica; закрывающая — «Kawaii Kaiwai» коллектива PiKi, в состав которого входят Карэн Мацумото из группы Fruits Zipper и Харука Сакураба из группы Cutie Street.

#### Список серий
| №  | Название | Режиссёр           | Премьера в Японии  |
| -- | --- | ------------------ | ------------------ |
| 01 | Наши с ней миры отличаются как небо и земля «Дзибун то ва магяку но сэкай дэ икитэиру хито» (自分とは真逆の世界で生きている人)             | Кэйсукэ Синохара   | 9 января 2022 г.   |
| 02 | Ну так что, начнём? «Сассоку, сиёкка?» (さっそく、しよっか？)                                                                              | Ёсихиро Хираминэ   | 16 января 2022 г.  |
| 03 | Тогда давай встречаться! «Дзя, цукиаттяу?» (じゃ、付き合っちゃう？)                                                                        | Хидэюки Сатакэ     | 23 января 2022 г.  |
| 04 | У тебя что, есть девушка? «Корэ, канодзё но то ка?» (これ、彼女のとか？)                                                                   | Юитиро Комуро      | 30 января 2022 г.  |
| 05 | Может, просто они впервые увидели такой офигенный лиф? «Коно нака дэ итибан ий тибукуро дакара дзян?» (この中で一番いい乳袋だからじゃん？) | Такаси Сакума      | 6 февраля 2022 г.  |
| 06 | Чё?! «Ма!?» (マ！？) | Синъитиро Усидзима | 13 февраля 2022 г. |
| 07 | Да, свидание дома — это тема! «Сюкипи то оути дэ:то, яба» (しゅきぴとおうちデート、やばっ)                                                 | Кэн Санума         | 20 февраля 2022 г. |
| 08 | Контровый свет — это здорово! «Гякко:, осусумэ дэсу» (逆光、オススメです)                                                                  | Юсукэ Каваками     | 27 февраля 2022 г. |
| 09 | У меня сразу же возникло неотложное дело «Сясин о митара, ироиро атта кара дэсу» (写真を見たら、色々あったからです)                        | Юта Ямадзаки       | 6 марта 2022 г.    |
| 10 | У каждого душа полна тревог «Дарэ ни дэмо ироиро арун дэсу» (誰にでも色々あるんです)                                                       | Кэнто Накагоми     | 13 марта 2022 г.   |
| 11 | Я сейчас в любовном отеле «Орэ ва има, рабу хотэру ни имасу» (俺は今、ラブホテルにいます)                                                  | Юсукэ Ямамото      | 20 марта 2022 г.   |
| 12 | Любовь с иголочки «Соно бисуку до:ру ва кой о суру» (その着せ替え人形は恋をする)                                                           | Ёсихиро Хираминэ   | 27 марта 2022 г.   |

### Дорама
Об адаптации манги в формат дорамы стало известно 29 августа 2024 года. Её производством занялась компания Kyodo Television, на должность режиссёра был назначен Кодзи Синтоку, а сценаристом стала Сатоко Окадзаки. Дорама транслировалась с 9 октября по 11 декабря 2024 года в программном блоке Dramaism телеканала MBS; также её трансляция проходила на телеканале TBS. Открывающая музыкальная тема — «Princess Hero» (яп. プリンセスヒーロー Пуринсэсу хи:ро:, «Принцесса-герой»), исполненная идол-группой Tokimeki Sendenbu; закрывающая — «Lovely Baby» (яп. ラブリーベイビー Рабури: бэйби:, «Очаровашка»), исполненная группой Pedro.

## Восприятие

### Манга
В августе 2019 года манга заняла шестое место в категории «Лучшая серия печатной манги» по результатам голосования, организованном журналом Da Vinci издательства Media Factory и видеохостингом Nico Nico Douga к пятой премии Next Manga Award. В декабре этого же года заняла 16-е место в списке лучшей манги 2020 года для читателей-мужчин по версии издания Kono Manga ga Sugoi!. Также заняла третье место в рейтинге «Комиксы 2020 года, рекомендованные сотрудниками национальных книжных магазинов» интернет-магазина Honya Club. В июне 2020 года манга заняла шестое место на четвёртой ежегодной премии Tsutaya Comic Award. В декабре 2022 года журнал Da Vinci издательства Media Factory в выпуске за январь 2023 года поместил мангу на пятидесятое место в рейтинге «Книга года». В феврале 2023 года Марин Китагава была номинирована на премию Magademy Award в категории «Лучшая главная героиня».
Обозреватель Иэн Вульф с сайта Anime UK News поставил первому тому манги шесть звёзд из десяти, отнеся к её недостаткам чрезмерный фансервис, и отметил внимание к деталям для косплееров. Ребекка Сильверман с сайта Anime News Network в обзоре на два первых тома манги отнесла к достоинствам главную героиню, «смешные и немного трогательные» моменты, но критически отнеслась к фансервису и «анатомическим проблемам в рисунке».
К началу февраля 2022 года общий тираж манги составил 4,5 миллионов проданных копий. 22 февраля тираж манги достиг 5 миллионов проданных копий. К 26 сентября 2022 года общий тираж манги достиг 7,5 миллионов проданных копий. К 19 мая 2023 года общий тираж манги составил более 9 миллионов копий. 19 октября 2023 года тираж манги достиг отметки в 10 миллионов копий.

### Награды и номинации аниме
| Год  | Награда                  | Результат | Категория                                       | Номинант                                | Прим.  |
| ---- | ------------------------ | --------- | ----------------------------------------------- | --------------------------------------- | ------ |
| 2022 | Newtype Anime Awards     | 7-е место | Лучший женский персонаж                         | Марин Китагава                          | [ 73 ] |
| 2022 | Newtype Anime Awards     | 9-е место | Лучший телесериал                               | My Dress-Up Darling                     | [ 73 ] |
| 2023 | Crunchyroll Anime Awards | Номинация | Лучшая комедия                                  | My Dress-Up Darling                     | [ 74 ] |
| 2023 | Crunchyroll Anime Awards | Номинация | Лучший актёр дубляжа (английский)               | Аманда Ли в роли Марин Китагавы         | [ 74 ] |
| 2023 | Crunchyroll Anime Awards | Номинация | Лучший актёр дубляжа (арабский)                 | Ула Зидан в роли Марин Китагавы         | [ 74 ] |
| 2023 | Crunchyroll Anime Awards | Номинация | Лучший актёр дубляжа (испанский)                | Эрика Лангарика в роли Марин Китагавы   | [ 74 ] |
| 2023 | Crunchyroll Anime Awards | Номинация | Лучший актёр дубляжа (итальянский)              | Дебора Моресе в роли Марин Китагавы     | [ 74 ] |
| 2023 | Crunchyroll Anime Awards | Номинация | Лучший актёр дубляжа (немецкий)                 | Габриэль Питерман в роли Марин Китагавы | [ 74 ] |
| 2023 | Crunchyroll Anime Awards | Номинация | Лучший главный персонаж                         | Марин Китагава                          | [ 74 ] |
| 2023 | Crunchyroll Anime Awards | Номинация | Лучший дизайн персонажей                        | My Dress-Up Darling                     | [ 74 ] |
| 2023 | Crunchyroll Anime Awards | Номинация | Лучший новый сериал                             | My Dress-Up Darling                     | [ 74 ] |
| 2023 | Crunchyroll Anime Awards | Номинация | Лучший романтический сериал                     | My Dress-Up Darling                     | [ 74 ] |
| 2023 | Crunchyroll Anime Awards | Номинация | Лучший эндинг                                   | «Koi no Yukue» от Акари Акасэ           | [ 74 ] |
| 2023 | Crunchyroll Anime Awards | Номинация | Персонаж категории «Нужно защищать любой ценой» | Марин Китагава                          | [ 74 ] |